# ايمرسون بانيغيوتي
ايمرسون بانيغيوتي (بالإسبانية: Emerson Panigutti) (13 فبراير 1976 في الأرجنتين - ) هو لاعب كرة قدم أرجنتيني في مركز الهجوم. لعب مع أولمبياكوس نيقوسيا وأوليمبو وديبورتيفو تاشيرا وسوسيداد ديبورتيفو كيتو وفيرو كاريل أويستي ونادي بين أور وDeportivo Anzoátegui S.C. ‏ وديبورتيفو ميراندا ونادي الجامعة الكاثوليكية (الإكوادور) وديبورتيس توليما وAlianza Atlético ‏ وسبورتيفو إيطاليانو ‏ وإستوديانتس دي ماردة ‏ وKuala Lumpur Football Association ‏.